# Fiskögeobjektiv

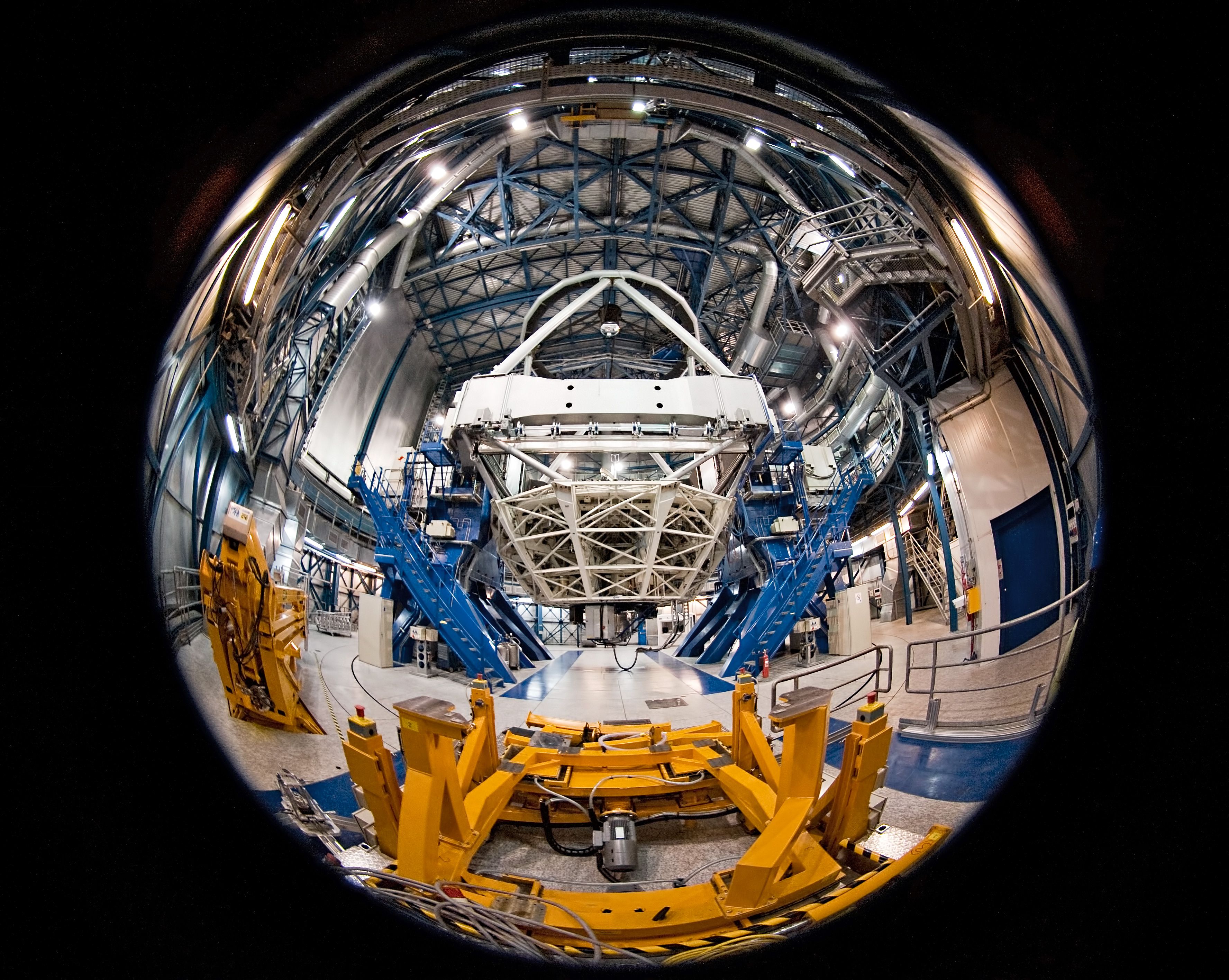
Bild tagen med fisheye-objektiv.

Fiskögeobjektiv eller fisheye är ett vidvinkelobjektiv som används till kameror och som ger en cirkulär bild. Extrema vidvinklar med en bildvinkel på cirka 220 grader och okorrigerad s.k. tunnformig distorsion tillåter en stark optisk distorsion där bilden blir en sfärisk form. I motsats så strävar ett vanligt vidvinkelobjektiv efter att räta ut bilden och förhindra distorsion.
Det finns huvudsakligen två sorters fiskögeobjektiv, en sort tecknar ut en cirkulär bild och därmed lämnar svarta hörn på bilden medan en annan sort fyller hela bildytan men med kraftig distorsion som följd. De objektiv som presenterar en cirkulär bild har en kortare brännvidd än de som fyller upp hela bildrutan.
Ett extremt vidvinkelobjektiv kan bestå av upp till 11 linser. Dessa objektiv konstruerades först för himmelsobservationer men har sedan hittat andra användare. Fisheye effekt kan åstadkommas i speglingen i en julgranskula, navkapsel eller liknande som avfotograferas. De optiska aberrationerna ökar när ljuset från motivet faller utanför objektivets centrumaxel. Det säger sig självt att ljus 90 grader från centrumaxeln endast kan belysa halva frontlinsen men vi måste ändå se en bild. Ett extremt vidvinkelobjektiv kan i princip titta lite bakåt. De kromatiska och sfäriska fel som här uppstår är ej lättkorrigerade. Det är ej lätt att förse ett vidvinkelobjektiv med filter. Bilden brukar vinjettera på grund av att ljuset har en tendens till polarisering i filtret. Industrin brukar förse extremvidvinklar med valbara filter i strålgången. Det brukar vara rött, gult, uv, och skylightfilter.
Det finns även raktecknande extremvidvinkelobjektiv.
Bilder som tas med denna typ av objektiv kommer att ha en ökande gradvis förvrängning från mitten och utåt så att det längst ut på kanterna ser väldigt komprimerat ut.

## Källa
- Luthman, Bengt (17 september 2011). ”Skola: Fisheye - Testa fiskperspektivet!”. Kamerabild.se. http://www.kamerabild.se/fotoskolor/fotografering/skola-fisheye-testa-fiskperspektivet. Läst 7 maj 2015.